# Флоридская кунья акула
Флоридская кунья акула (лат. Mustelus norrisi) — распространённый вид хрящевых рыб рода обыкновенных куньих акул семейства куньих акул отряда кархаринообразных. Обитает в центрально-западной и юго-западной частях Атлантического океана. Размножается плацентарным живорождением. Максимальная зафиксированная длина 123 см (самка). Опасности для человека не представляет. Коммерческого значения не имеет.

## Таксономия
Впервые вид научно описан в 1939 году. Голотип представляет собой самца длиной 72,3 см, пойманного в 1938 году у побережья Флориды на глубине 5 м. Паратипы: самка длиной 78,9 см пойманная в нескольких милях к северо-западу от Ки-Уэста в 1906 году; самец длиной 69,2 см, пойманный у побережья Флориды в 1936 году и эмбрионы длиной от 18,2 до 19,4 см, полученные в 1906 году. Предварительные морфологические анализы показали, что все характеристики, которыми обычно пользовались для того, чтобы отличить флоридскую кунью акулу от американской куньей акулы, на самом деле перекрывают друг друга и не уникальны. Кроме того, первичные генетические исследования дают основание предположить, что это один и тот же вид.

## Ареал
Флоридские куньи акулы обитают в центрально-западной и юго-западной части Атлантики у берегов Бразилии, Колумбии, Венесуэлы и США (Алабама, Флорида, Джорджия, Южная Каролина и Техас). Эти акулы встречаются недалеко от берега на песчаном или илистом дне, обычно на глубине не более 55 м, хотя есть данные о нахождении флоридских куньих акул на глубине 84 м. Предположительно совершают миграции в Мексиканский залив, проводя зиму на мелководье и перемещаясь летом в более глубокие воды. У побережья Флориды у этих акул наблюдается сегрегация по полу и размеру. Зимой у берега чаще попадаются взрослые самцы.

## Описание
У флоридских куньих акул короткая, узкая голова и вытянутое тело. Расстояние от кончика морды до основания грудных плавников составляет от 16 % до 20 % от общей длины тела. Морда слегка вытянутая и тупая. Овальные крупные глаза вытянуты по горизонтали. Позади глаз имеются расположены дыхальца. По углам рта имеются губные борозды. Верхние борозды короче нижних. Рот длиннее глаза, и составляет 2,5—3,7 % от длины тела. Тупые и плоские зубы асимметричны, с небольшим центральным остриём. Щёчно-глоточными зубчики покрывают переднюю часть глотки и дно ротовой полости. Расстояние между спинными плавниками составляет 18—26 % от длины тела. Грудные плавники небольшие, длина переднего края составляет 12—15 %, а заднего края 7,9—12 % от общей длины соответственно. Длина переднего края брюшных плавников составляет 6,7—8,5 % от общей длины тела. Высота анального плавника равна 2,6—3,7 % от общей длины. Первый спинной плавник больше второго спинного плавника. Его основание расположено между основаниями грудных и брюшных плавников. Основание второго спинного плавника начинается перед основанием анального плавника. Анальный плавник меньше обоих спинных плавников. У края верхней лопасти хвостового плавника имеется вентральная выемка. Хвостовой плавник вытянут почти горизонтально. Окрас серый без отметин. Брюхо светлое.

## Биология
Флоридские куньи акулы размножаются плацентарным живорождением. Кроме того, эмбрионы питаются желтком. В помёте от 4 до 14 новорожденных. Самцы и самки достигают половой зрелости при длине 76—81 см и 76—87 см. Длина новорожденных 29—37 см. Роды происходят в конце зимы и начале весны.
Рацион состоит в основном из донных ракообразных, таких как крабы и креветки. Кроме того, флоридские куньи акулы поедают небольших костистых рыб.

## Взаимодействие с человеком
Вид не представляет опасности для человека. В качестве прилова попадает в коммерческие рыболовные сети и креветочные тралы. В Бразилии этих акул ловят с берега на крючок. В мясе акул, пойманных в бразильских водах обнаружена повышенная концентрация ртути. Данных для оценки статуса сохранности данного вида недостаточно.